# 利川站 (韓國)
利川站（：／ Icheon yeok */?）是京江線沿線的一座高架車站，位於韓國京畿道利川市栗峴洞。

## 車站結構
站體為2面2線側式月台的高架車站，候車月台設有月台幕門。

### 月台配置
| ↑ 新屯陶藝村 |
| \| 下        |
| 夫鉢 ↓       |

| 月台 | 路線              | 目的地                     |
| ---- | ----------------- | -------------------------- |
| 上行 | ●首都圈電鐵京江線 | 京畿廣州、二梅、板橋方向   |
| 下行 | ●首都圈電鐵京江線 | 夫鉢、世宗大王陵、驪州方向 |

## 歷史
- 2016年9月24日：落成啟用。

## 車站周邊
- 利川市政府
- 利川警察署
- 利川税務署
- 利川藝術廳

## 圖片

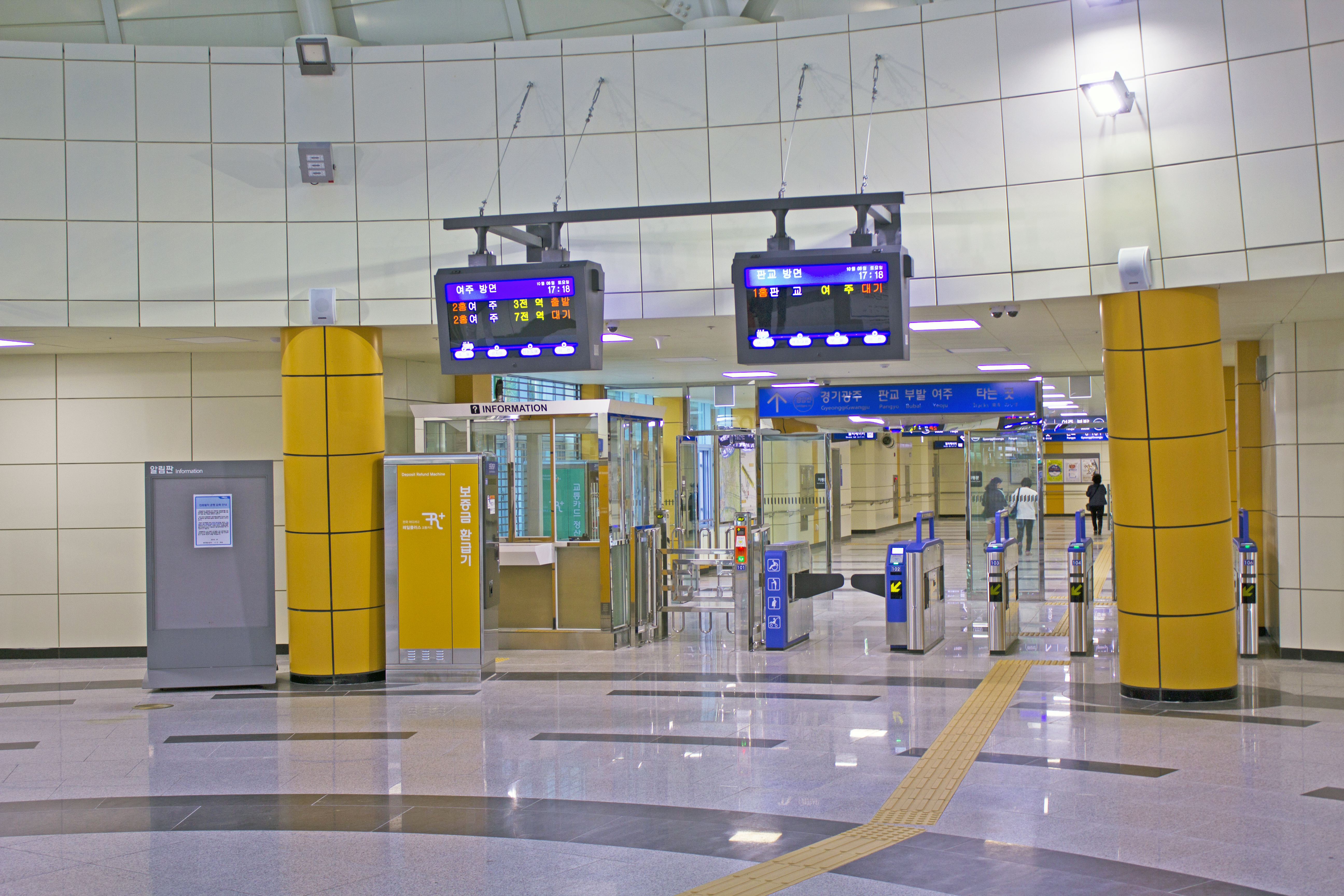
車站大廳
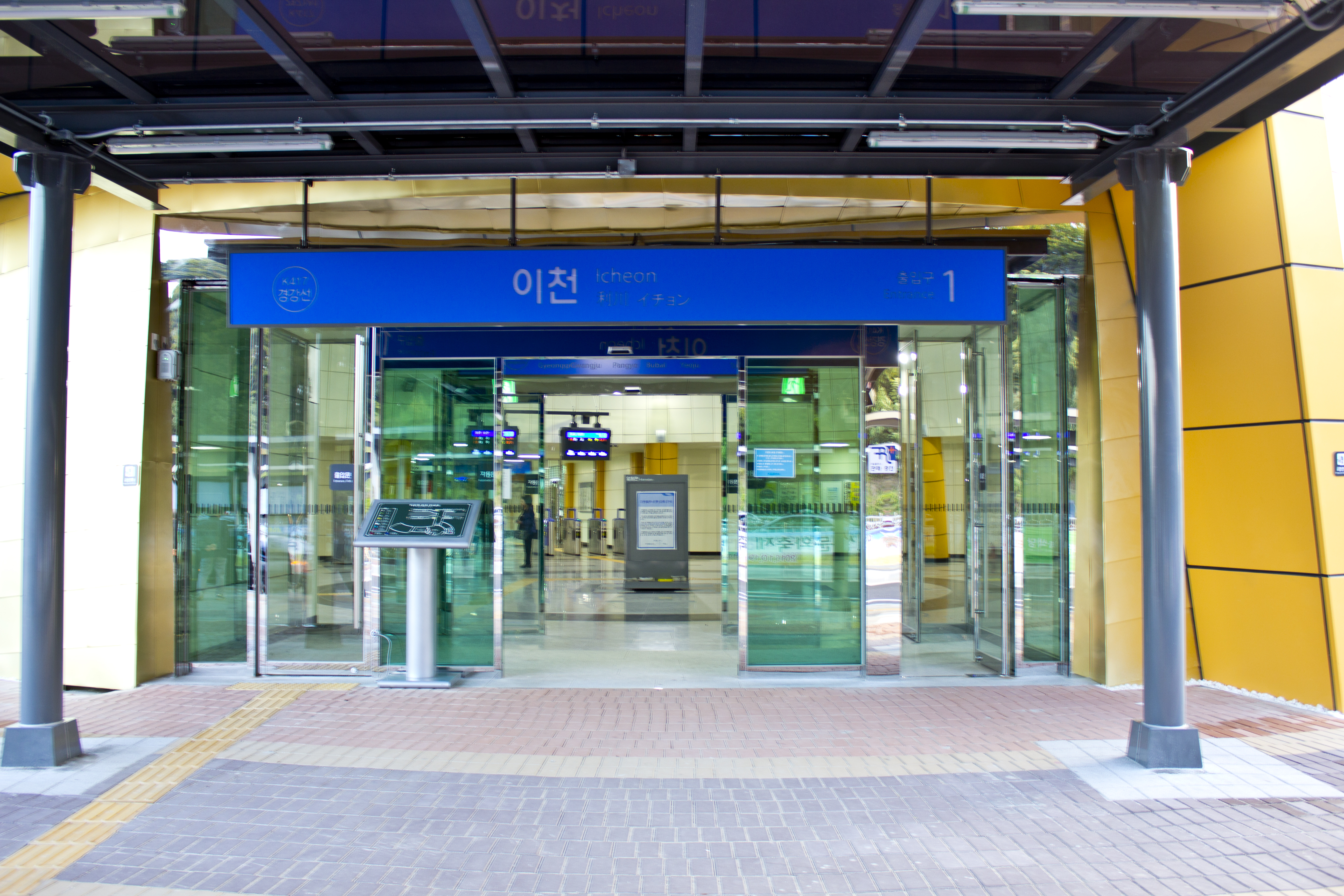
1號出口
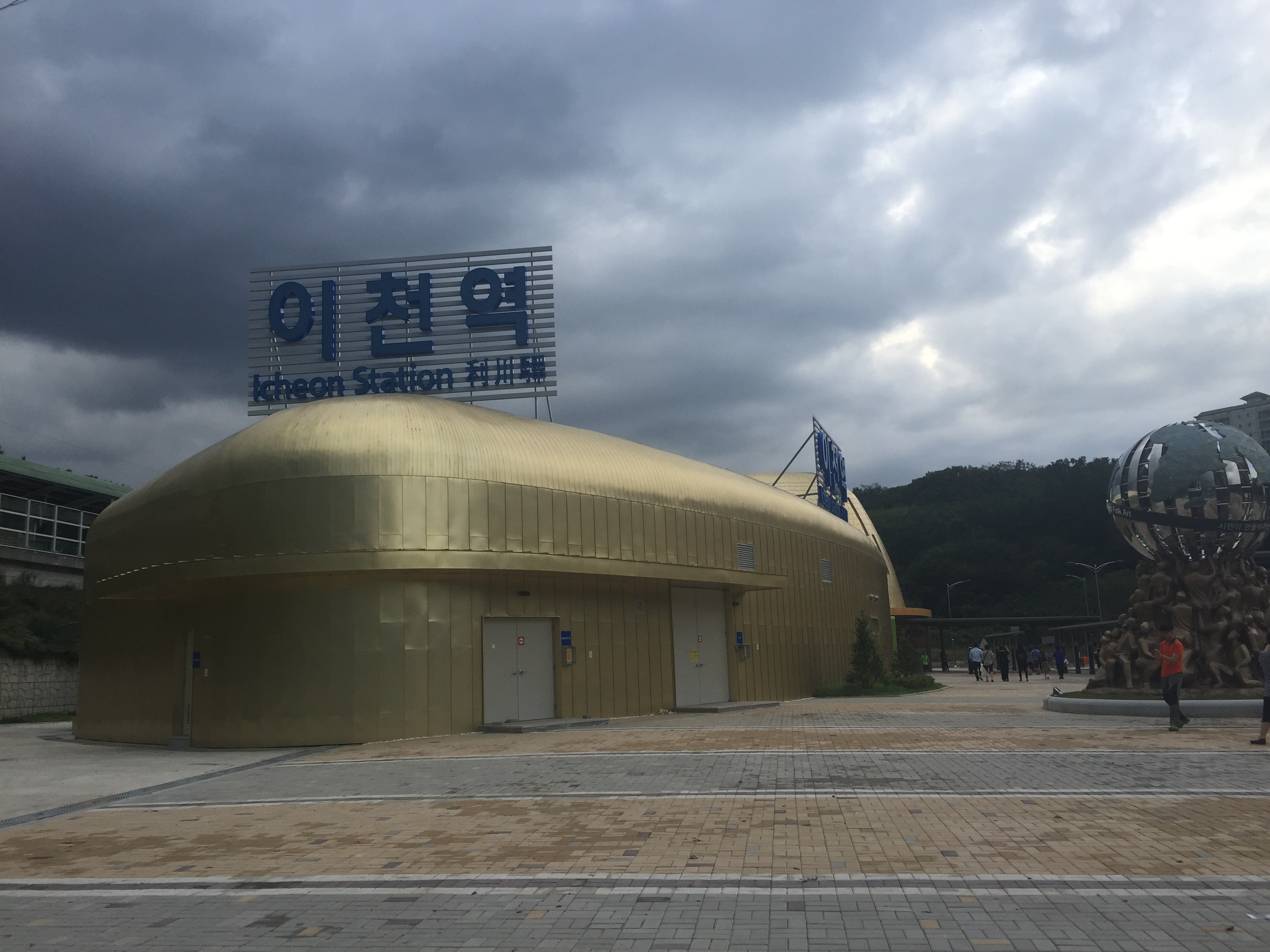
車站建築

## 相鄰車站
韓國鐵道公社
●首都圈電鐵京江線
新屯陶藝村（K416）－利川（K417）－夫鉢（K418）